# Aéroport Capitán Nicolás-Rojas
L'aéroport Capitán Nicolás Rojas est un aéroport bolivien situé à 6 km au Nord-Est de la ville de  Potosí.
Cet aéroport a une faible activité à cause de la petitesse de sa piste et de son faible équipement technique. En général les compagnies aériennes recommandent d'atterrir à Sucre et de rejoindre Potosí par voie terrestre.
Situé à une altitude de 3 936 mètres, c'est un des aéroports dont l'altitude est la plus élevée au monde.

## Situation
| \| 20 km1:4 514 000 \| Camiri Chimoré Cobija Cochabamba El Trompillo Guayaramerín La Paz Oruro Potosí Puerto · Suárez Riberalta Rurrenabaque San Borja Santa Ana · del Yacuma Sucre Tarija Trinidad Uyuni Santa Cruz Yacuiba |
| 20 km1:4 514 000 |

## Histoire
- 1989-1990 : entre juin et octobre 1989 et entre mars et décembre 1990 des militaires américains procèdent à des excavations sur le Pati-Pati afin de faciliter les manœuvres d'atterrissage et de décollage. Ils retirent 600 000 m3 de terre.
- 2008 : Une étude de la Fuerza Aérea Argentina conclut que l'aéroport Cpt. Nicolás Rojas ne peut pas recevoir d'avions de taille moyenne et grande à cause de sa piste trop courte (elle fait 2,8 km alors qu'il faudrait au moins 6 km) et de son équiment osbolète.
- À la suite d'un rapport des FAA, un projet a été mené pour construire une piste de 6 000 m avec une orientation différente de l'existante, la route Potosí-Sucre et le chemin de fer passeraient dans un tunnel sous la piste. Le projet n'a pas abouti.
- 2010 : La loi No 4.158 du 12 janvier 2010 a déclaré priorité nationale et départementale la construction d'un nouvel aéroport dans la ville de Potosí[2].
- 2010 : En août, après 19 jours d'intenses manifestations, le gouvernement du président Evo Morales accepte de commencer au plus tôt la construction du nouvel aéroport.

## Compagnies et destinations
| Compagnies            | Destinations                                         |
| --------------------- | ---------------------------------------------------- |
| Boliviana de Aviación | Cochabamba-J. Wilstermann, La Paz-El Alto, Viru Viru |

Édité le 17/10/2017  Actualisé le 7/12/2023